# Siemens Desiro Classic
Siemens Desiro Classic – rodzina elektrycznych i spalinowych zestawów trakcyjnych, produkowanych od 1999 roku w Niemczech przez spółkę Siemens Mobility.
Wykorzystywane są głównie w obsłudze pociągów lokalnych, chociaż wykorzystywane są niekiedy także na połączeniach Regional-Express w spółce DB Regio.

## Historia
W II połowie lat 90. XX w. Düwag opracował projekt nowego spalinowego zespołu trakcyjnego. Był on wersją rozwojową pojazdu RegioSprinter, dlatego też początkowo został nazwany RegioSprinter 2. Następnie koncepcja została znacznie zmieniona, by konstrukcja nowego pojazdu spełniała stawiane przez Deutsche Bahn wymagania dotyczące wytrzymałości pudła przy zderzeniach. Wraz ze zmianą konstrukcji zmieniono również nazwę pojazdu na Desiro.

## Konstrukcja
Pudło pojazdu składa się z lekkich, samonośnych elementów, wykonanych z duraluminium. Są to dwa człony silnikowe połączone dwuosiowym wózkiem Jacobsa. Obydwa człony pojazdu są napędzane przez silniki MTU o mocy 275 kW każdy. Istnieje możliwość montażu mocniejszych silników firmy MAN, o mocy 360 kW każdy. Pojazd posiada hydrokinetyczną, pięciobiegową automatyczną skrzynię biegów z zintegrowanym z nią Retarderem, który przydaje się podczas nagłego hamowania składu. Pojazd składa się z przedziałów nisko jak i wysokopodłogowych. W części niskopodłogowej zostały zamontowane składane fotele, oparcia dla wózków inwalidzkich oraz fotele dla matek z dziećmi. W niektórych pojazdach opcjonalnie projektowane są przedziały pierwszej klasy. Desiro posiada także WC w obiegu zamkniętym, położone w części niskopodłogowej pojazdu oraz wyświetlacze przystankowe z GPS, podające czas jazdy, prędkość pociągu, jak i kolejność przystanków. Wyposażony jest także w klimatyzację oraz grzejnikowy system ogrzewania, w układzie zamkniętym. Drzwi wejściowe do pojazdu zostały zaprojektowane jako odskokowo-przesuwne, aby umożliwić wsiadanie osobom niepełnosprawnym do pojazdu, jak i zapewnić maksymalny komfort wsiadania osobom z większym bagażem ręcznym.

## Eksploatacja
| Kraj              | Przewoźnik                      | Trakcja     | Lata dostaw | Liczba sztuk | Liczba sztuk w danym kraju | Źródła |
| ----------------- | ------------------------------- | ----------- | ----------- | ------------ | -------------------------- | ------ |
| Austria           | Österreichische Bundesbahnen    | spalinowa   | 2003-2008   | 60           | 60                         | [ 2 ]  |
| Bułgaria          | Bułgarskie Koleje Państwowe     | spalinowa   | 2003        | 8            | 33                         | [ 2 ]  |
| Bułgaria          | Bułgarskie Koleje Państwowe     | elektryczna | 2008        | 25           | 33                         | [ 3 ]  |
| Dania             | Danske Statsbaner               | spalinowa   | 2002        | 12           | 20                         | [ 2 ]  |
| Dania             | Nordjyske Jernbaner             | spalinowa   | 2004        | 7            | 20                         | [ 2 ]  |
| Dania             | Hornbækbanen HHGB               | spalinowa   | 2001        | 1            | 20                         | [ 2 ]  |
| Grecja            | Organismos Sidirodromon Ellados | spalinowa   | 2003        | 8            | 28                         | [ 2 ]  |
| Grecja            | Organismos Sidirodromon Ellados | elektryczna | 2000        | 20           | 28                         | [ 4 ]  |
| Niemcy            | Deutsche Bahn                   | spalinowa   | od 1999     | 234          | 306                        | [ 2 ]  |
| Niemcy            | Elbe-Saale-Bahn                 | spalinowa   | 2004        | 27           | 306                        | [ 2 ]  |
| Niemcy            | HLE Hessenbahn                  | spalinowa   | 2005        | 6            | 306                        | [ 2 ]  |
| Niemcy            | Märkische Regiobahn             | spalinowa   | 2007        | 4            | 306                        | [ 2 ]  |
| Niemcy            | Ostdeutsche Eisenbahn           | spalinowa   | 2007        | 6            | 306                        | [ 2 ]  |
| Niemcy            | Veolia Verkehr Regio Ost        | spalinowa   | 2008        | 2            | 306                        | [ 2 ]  |
| Niemcy            | Vogtlandbahn                    | spalinowa   | 2000-2004   | 26           | 306                        | [ 2 ]  |
| Niemcy            | Siemens                         | spalinowa   | 2003        | 1            | 306                        | [ 2 ]  |
| Rumunia           | CFR Călători                    | spalinowa   | 2000-2007   | 144          | 144                        | [ 2 ]  |
| Słowenia          | Slovenske železnice             | elektryczna | 2000        | 30           | 30                         | [ 4 ]  |
| Stany Zjednoczone | NCTD - Sprinter                 | spalinowa   | 2006        | 12           | 12                         | [ 2 ]  |
| Węgry             | Magyar Államvasutak             | spalinowa   | 2002-2006   | 23           | 23                         | [ 2 ]  |

W Niemczech używane są głównie do prowadzenia Regional-Ekspresów po liniach spalinowych o małym potoku pasażerskim oraz jako Osobowe na trasie Wrocław Główny – Zgorzelec - Dresden Hauptbahnhof, z polską obsługą Kolei Dolnośląskich od stacji Zgorzelec, od grudnia 2015 roku.